# Самокритика
Самокри́тика — выявление ошибок и недостатков в себе самом, разбор и оценка отрицательных сторон в своей деятельности, своем мышлении и поведении. Самокритичность — рефлексивное отношение человека к себе, требовательность к себе, способность к самостоятельному поиску собственных ошибок и непримиримое к ним отношение; принятие всех возможных мер к их устранению.

## В психологии
Наличие критики к себе считается условием психического здоровья личности, пониженный уровень самокритики влечет за собой неадекватно завышенную самооценку. Однако, и чрезмерная самокритика может рассматриваться как признак нездоровья. По мнению британского психоаналитика Адама Филлипса (эссе «Против самокритики») излишняя самокритичность возникает из амбивалентности. Некоторые подходы в психотерапии, например, когнитивная психотерапия Аарона Бека включает в себя меры, направленные на снижение уровня самокритики и самообвинения.
Основа самокритичных суждений — внутренние убеждения человека, обусловленные его ценностями, принципами и даже целями. Лишь когда человек смотрит на себя через их призму, можно говорить о самокритике, так как если он сравнивает себя с системой убеждений кого-то другого, он зависим и неадекватно оценивает собственную личность.

## Коммунистическая самокритика
Концепция самокритики играла заметную роль в работах основоположников марксизма, и особенно — в теории и практике некоторых из их последователей, прежде всего в марксизме-ленинизме и в маоизме. Апология самокритики отмечается как важная и неизменная черта советской идеологии. В 1927 году, на XV съезде ВКП(б) лозунг о самокритике был объявлен «одним из центральных лозунгов дня», в 1928 году была опубликована статья Сталина «Против опошления лозунга самокритики», объявившая самокритику «неотъемлемым и постоянно действующим оружием в арсенале большевизма, неразрывно связанным с самой природой большевизма, с его революционным духом». Статья вошла в канон наиболее цитируемых сталинских высказываний и стала доктринальной. С этого времени и до конца власти коммунистической партии рассуждения об обязательности самокритики и особенностях коммунистической самокритики были одной из постоянных тем партийных агитаторов. Наиболее активно пропагандируемая в 1940-х годах, идея «критики и самокритики» рассматривалась как новый вклад в теорию марксизма-ленинизма, «новый вид движения, новый тип развития, новая диалектическая закономерность», представлялась, как «особенная форма раскрытия и преодоления противоречий социалистического общества».
Понятие самокритики в советском ее понимании расширялось с самокритики личности до самокритики организации; таким образом критика начальства низовыми исполнителями рассматривалась как «самокритика снизу», критика в обратном направлении — как «самокритика сверху», отсутствие заявлений о недостатках в работе организации могло расцениваться как «зажим самокритики».
Может быть проведена параллель между советским пониманием самокритики и практикой христианского покаяния, с той разницей, что советская самокритика предполагала в качестве адресата партию и конкретных представляющих ее в данный момент людей. Получившие распространение еще во время внутрипартийной борьбы 1920-х годов, покаянные выступления оформились впоследствии в своеобразный «ритуал самокритики». Проходившие в 1940-х — 1950-х годах под лозунгом «критики и самокритики» дискуссии в разных областях науки, с их ритуальностью, сравниваются некоторыми исследователями с судом над Галилеем. В Культурной революции в Китае концепция самокритики частично легла в теоретическую основу сессий «пидоухуэй».